# トラン・ニュット姉妹
トラン・ニュット姉妹（Trần Nhựt）は、ベトナム出身でフランス・パリ在住の推理作家の姉妹。1999年よりフランスで、17世紀のベトナムを舞台にした推理小説「マンダリン・タン」シリーズなどを発表している。創作にはフランス語を使用している。

## 略歴
姉のタン・ヴァン・トラン・ニュット（Thanh-Van TRAN-NHUT）は1962年生まれ。妹のキム・トラン・ニュット（Kim TRAN-NHUT）は1963年生まれ（「トラン・ニュット」が名字）。ベトナム中部のフエに生まれる。父親は数学の教授で、母親は自然科学の教授。1968年に家族でアメリカのミシガンに移住。1971年にはフランスに移住した。姉のタン・ヴァンはアメリカのカリフォルニア工科大学を卒業し、フランスに戻りコンピューター技師を務める。妹のキムはフランスのエコール・ノルマル・シュペリュール（高等師範学校）を卒業し、物理の教師を務める。
妹のキムの発案で共同での推理小説の執筆を開始し、1999年、フランスの出版社Editions Philippe Picquierよりデビュー作『緋色の鶴の寺 マンダリン・タンの冒険と推理』を刊行した。17世紀のベトナムを舞台にした推理小説であるこの作品はシリーズ化され、翌年にはシリーズ2作目の『王子の亡霊』が刊行された。3作目以降は姉のタン・ヴァンが書き継ぎ、2009年の『Le Banquet de la Licorn』までシリーズ7作品が刊行されている。この「マンダリン・タン」シリーズはイタリア語（4作品）、ロシア語（4作品）、スペイン語（1作品）、ドイツ語（1作品）、日本語（1作品）に翻訳されており、ベトナム語への翻訳も進行中である。
2004年の日本語訳刊行時には姉のタン・ヴァンが日本を訪れ、フランスのハードボイルド作家ティエリ・ジョンケとともに学習院大学で「探偵小説について」と題する講演会を行った。
創作はフランス語で行っている。姉のタン・ヴァンは英語もフランス語も堪能だが、なぜフランス語で小説を書くのかという問いに、自分にとって英語は学問の言語であり、物語にポエジーを加えたかったので創作の言語としては自然とフランス語を選択したと答えている。

## 著作リスト
フランスでフランス語で刊行されている。

### 「マンダリン・タン」シリーズ
トラン・ニュット（Tran-Nhut）名義で刊行。1作目と2作目は姉妹の合作（2人でプロットを作成し、2人で執筆）。3作目は姉妹でプロットを作成し、姉のタン・ヴァンが執筆。4作目以降は姉のタン・ヴァンが単独で創作・執筆している。フランスのEditions Philippe Picquierより刊行。すべて副題「Une enquête du mandarin Tân」が付いているが、以下では省略する。
17世紀ベトナムを舞台に、高級官僚（マンダリン）のタン（Tân）が探偵役を務める。姉妹の母方の曽祖父が実際に高級官僚であり、この主人公の造形に影響を与えている。
1. Le temple de la grue écarlate (1999) （緋色の鶴の寺）
2. L'ombre du prince (2000)
  - 王子の亡霊 マンダリン・タンの冒険と推理 （2004年6月、集英社、訳：岡本麻理恵、ISBN 9784087734065）
3. La poudre noire de Maître Hou (2001)（フー先生の黒い粉）
4. L'Aile d'airain (2003)（灼熱の翼）
5. L'Esprit de la renarde (2005)
6. Les Travers du docteur Porc (2007)  - 2008年「prix Lion Noir」受賞
7. Le Banquet de la Licorne (2009)
8. Les Corbeaux de la Mi-Automne (2011)

### 姉 タン・ヴァンの著作
タン・ヴァン・トラン・ニュット（Thanh-Van Tran-Nhut）名義で刊行。
- Le Palais du Mandarin (2009)
- La Femme dans le miroir (2010)

### 妹 キムの著作
キム・トラン・ニュット（Kim Tran Nhut）名義で刊行。青少年向けのシリーズ。
- Imbroglius (2004)
- Le réseau Imbroglius, Tome 2 : Le baiser de l'Altérion (2006)